# 表面等离极化激元
表面等离极化激元 （Surface Plasmon Polaritons）是一种在金属–电介质或金属-空气介面上传播的处于红外或可见光波段的电磁波。"表面等离极化激元"这一术语阐明了这一物理现象既包含金属中的电子运动（"表面等离激元"），也包含在空气或电介质中传播的电磁波（"极化子"）。
表面等离极化激元是一种表面波, 如同光在光纤中传播一样，表面等离极化激元仅在金属和电介质的介面上传播。表面等离极化激元比使其激发的入射光（光子）具有更短的波长。 因此，表面等离极化激元具有更好空间局域性 和更高的局部场强. 其电场垂直于金属表面，且具有亚波长局域性。表面等离极化激元会在介面上传播，直至其能量由于金属的吸收或者向其他方向的散射而消耗殆尽（比如向自由空间的散射）。
对于表面等离激元相关物理机制的研究和应用使得应用于显微科学的亚波长光学和突破衍射极限的光刻技术成为可能。其同样促成了第一次对光子本身基本微观力学性质的测量：光子在电介质中的动量。 其他应用还包括光子数据存储，生物光子学等。

## 激发
SPP可以通过电子和光子激发。电子激发方法将电子加速并射入金属体中，这一过程伴随着能量从电子到金属等离子体的转移。平行于金属表面的散射分量导致了表面等离极化激元的形成。

对于激发表面等离极化激元的光子，两者必须具有相同的频率和动量。然而，由于不同的色散关系（见下文），对于给定的频率，自由空间光子的动量比等离激元更小。这种动量的不匹配是由于来自空气的自由空间光子不能直接耦合激发表面等离极化激元的原因。同样的原因，光滑金属表面上的极化激元不能将能量通过自由空间光子的形式发射到电介质中（如果电介质是均匀的话）。这种不兼容性与全反射类似。
尽管如此，光子与SPP的耦合可以通过使用耦合介质来实现，例如光学棱镜或光栅来匹配光子和SPP的波矢（从而匹配它们的动量）。棱镜可以靠Kretschmann配置中的薄金属膜定位，或者非常接近Otto配置中的金属表面（图1）。光栅耦合器通过增加波矢的平行分量来实现匹配（图2）。该方法虽然不经常使用，但对于理论上理解表面表面粗糙度的影响至关重要。此外，金属表面上的孤立缺陷，例如在平坦表面上的凹槽，狭缝或波纹，提供了自由空间辐射和表面等离极化激元交换能量并相互耦合的机制。